# Източноамерикански бикоглав скат
Rhinoptera bonasus е вид хрущялна риба от семейство Орлови скатове (Myliobatidae). Видът е почти застрашен от изчезване.

## Разпространение и местообитание
Разпространен е в Белиз, Бразилия, Венецуела, Гватемала, Гвиана, Колумбия, Коста Рика, Куба, Мексико, Никарагуа, Панама, САЩ, Суринам, Тринидад и Тобаго, Френска Гвиана и Хондурас.
Обитава крайбрежията и пясъчните дъна на полусолени водоеми, океани, морета, заливи, лагуни и реки в райони с тропически и умерен климат.

## Описание
Продължителността им на живот е около 15,5 години.